# Auriana Lazraq-Khlass
Auriana Lazraq-Khlass (* 22. April 1999 in Pithiviers) ist eine französische Leichtathletin, die sich auf den Siebenkampf spezialisiert hat. 2024 wurde sie Vizeeuropameisterin im Siebenkampf.

## Sportliche Laufbahn
Erste internationale Erfahrungen sammelte Auriana Lazraq-Khlass im Jahr 2021, als sie bei den U23-Europameisterschaften in Tallinn mit 5521 Punkten den zwölften Platz im Siebenkampf belegte. 2023 startete sie bei den Weltmeisterschaften in Budapest und gelangte dort mit 6179 Punkten ebenfalls auf den zwölften Platz. Im Jahr darauf gewann sie bei den Europameisterschaften in Rom mit neuer Bestleistung von 6635 Punkten überraschend die Silbermedaille hinter der Belgierin Nafissatou Thiam. Anschließend wurde sie bei den Olympischen Sommerspielen in Paris mit 6110 Punkten 17.

## Persönliche Bestleistungen
- Siebenkampf: 6635 Punkte, 8. Juni 2024 in Rom
  - Fünfkampf: 4394 Punkte, 29. Januar 2023 in Aubière